# Giovanni Klaus Koenig
Giovanni Klaus Koenig (Torino, 1924 – Firenze, 13 dicembre 1989) è stato un architetto, designer e storico dell'architettura italiano.

## Biografia

Giovanni Klaus Koenig

La sua molteplice attività spicca nel panorama culturale fiorentino tra gli anni sessanta e gli anni ottanta.
Laureato nel 1950 a Firenze, fu professore alla Facoltà di Architettura di Venezia e di Firenze, nonché fondatore e promotore dell'ISIA di Firenze; fu autore di numerosi saggi sull'architettura e sul design in cui, in anticipo sui tempi, abbandonava una visione ortodossa del Razionalismo, recuperando movimenti d'avanguardia come l'espressionismo; fu condirettore di Casabella, vicedirettore di Parametro e collaboratore di numerosi quotidiani e riviste.
La sua attività progettuale fu dedicata soprattutto alla progettazione di veicoli, insieme a Roberto Segoni: ("Jumbotram" di Milano, elettromotrici MA.100 per la metropolitana di Roma, treni pendolari in lega leggera delle FS, carrozze Socimi per le Ferrovie Nord Milano).
Nel 1993, è nato il Centro Studi Koenig, un'associazione culturale che ha lo scopo di sviluppare i temi critici dell'opera di Koenig.

## Architetture
Passata in secondo piano rispetto all'attività di critico e storico, la sua produzione architettonica è ancora, in parte, da studiare e rivalutare all'interno di quella "scuola toscana" che Koenig stesso contribuì a definire criticamente in Architettura in Toscana 1931-1968 del 1968.
Tra le sue opere:
- la scuola di San Marcello Pistoiese, del 1956
- la chiesa valdese di via Assarotti a Genova, del 1960
- il condominio dei dipendenti Italgas a Firenze, del 1961
- la chiesa valdese di San Giovanni Lipioni (prov. di Chieti), del 1961
- la chiesa valdese di Ivrea, del 1965
- Il palazzo valdese di Firenze, in Via Venti Settembre del 1967, vincolato in edilizia moderna nel 2023
- la chiesa valdese di San Secondo di Pinerolo, del 1957
- il tram ATM serie 4900

## Saggi
- L'invecchiamento dell'architettura moderna (Firenze, 1963)
- Architettura e comunicazione (Firenze, 1970), applicazione sistematica della semiotica allo studio dell'architettura
- L'invecchiamento dell'architettura moderna, 1962
- Analisi del linguaggio architettonico, 1964
- Architettura tedesca del secondo dopoguerra, 1965
- Architettura dell'Espressionismo, 1967
- L'officina Radiotelevisiva di Firenze, a cura di Pica A., Giovanni Klaus Koenig, 1969
- Storia del design, 1982
- Oltre il pendolino, 1988